# Endre Mistéth
Dans le nom hongrois Mistéth Endre, le nom de famille précède le prénom, mais cet article utilise l’ordre habituel en français Endre Mistéth, où le prénom précède le nom.
Endre Mistéth, né le 10 septembre 1912 à Buziásfürdő en hongrois (actuelle Buziaș) et mort le 12 juillet 2006 à Budapest, est un ingénieur civil hongrois d'origine transylvanienne.

## Biographie

### 1912-1922: de la Transylvanie à la Hongrie
La famille de son père, ancien officier de marine et fonctionnaire des chemins de fer, est d'origine française et huguenote, tandis que celle de sa mère d'origine gréco-serbe. La famille quitte la Transylvanie en 1922 après son annexe à la Roumanie par le Traité de Trianon. De langue et culture hongroise, elle rejoint la Hongrie, où Endre Mistéth entame des études militaires à l'académie militaire royale Matthias Corvin de Kőszeg. Il part ensuite étudier au lycée Étienne Bocskai de Budapest, puis à l'université polytechnique de Budapest où il obtient un diplôme en génie civil en 1935, ainsi qu'une bourse pour aller à l'école polytechnique fédérale de Zurich.

### 1938-1947: un ingénieur au service du génie civil hongrois
Après ses études, il commence à travailler dans l'entreprise ferroviaire Ganz Vagongyár, puis à l'Institut national de santé publique, avant de prendre part à la construction de routes entre Székesfehérvár et Graz. Il entre en 1938 dans un bureau d'études avant de se mettre à son compte en 1940. Au même moment, il devient professeur adjoint à l'université polytechnique de Budapest, ce jusqu'en 1947. Durant cette période, il conçoit un pont à Szolnok.
Sur le plan des engagements, il rejoint en 1942 la Communauté fraternelle hongroise (Magyar Testvéri Közösség), un groupe patriotique clandestin fonctionnant sur le modèle des sociétés secrètes et de la franc-maçonnerie. En 1944, pendant la Seconde Guerre mondiale, il participe au mouvement de résistance armé hongrois contre l'occupation nazie.

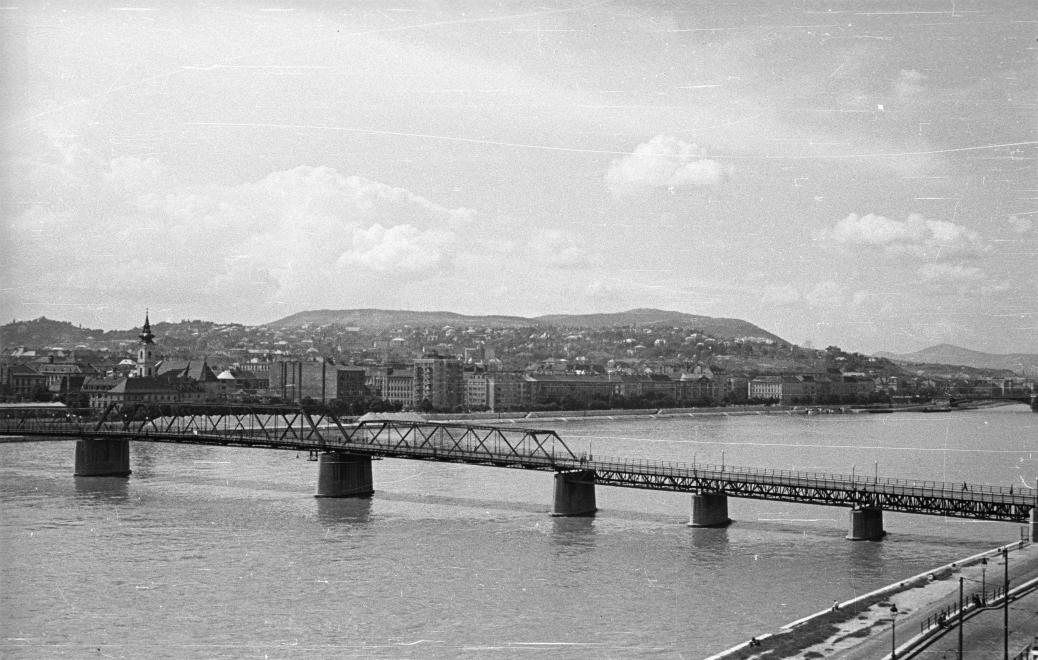
Le pont Kossuth en 1955

Après les élections de 1945 de l'éphémère deuxième République de Hongrie remportée par le parti civique indépendant des petits propriétaires et des travailleurs agraires, il devient secrétaire d'État au ministère de l'Industrie, puis ministre de la Reconstruction en juillet 1946. Il construit le pont provisoire Manci híd sur le Danube, à Budapest, après le dynamitage du Margit híd par l'armée allemande. Il conçoit également le Kossuth híd construit en 1946 pour franchir le Danube au niveau du Parlement hongrois. Celui-ci est démantelé en 1960.

### Après 1947: marginalisation et réhabilitation
Après la prise de pouvoir par les communistes en 1947, il est accusé sur la base de fausses accusations au cours d'un procès. Il est condamné d'abord à trois ans et demi de prison, puis en appel en 1948, à six ans de travaux forcés avec une peine prolongée de deux ans. Il est libéré en avril 1955 et placé sous surveillance policière avant d'être réhabilité en 1958.
Entre 1955 et 1962, il travaille pour la société UVATERV, bureau d'études des routes et des chemins de fer, comme ingénieur en chef, puis à la société de gestion de l'eau VÍZITREV. Après avoir travaillé au Moyen-Orient et en Égypte, il prend sa retraite en 1978. Il est inhumé au cimetière de Farkasrét.

## Distinctions
Il a été élu à l'Académie hongroise des sciences en 1991. Il a reçu la Croix de l'ordre du mérite hongrois en 1992. Il a reçu le prix József Eötvös de l'Académie des sciences hongroise en 1995, le prix Széchenyi en 1996. Il est nommé Grand-croix de l'ordre du mérite hongrois en 2006.

## Principaux ouvrages

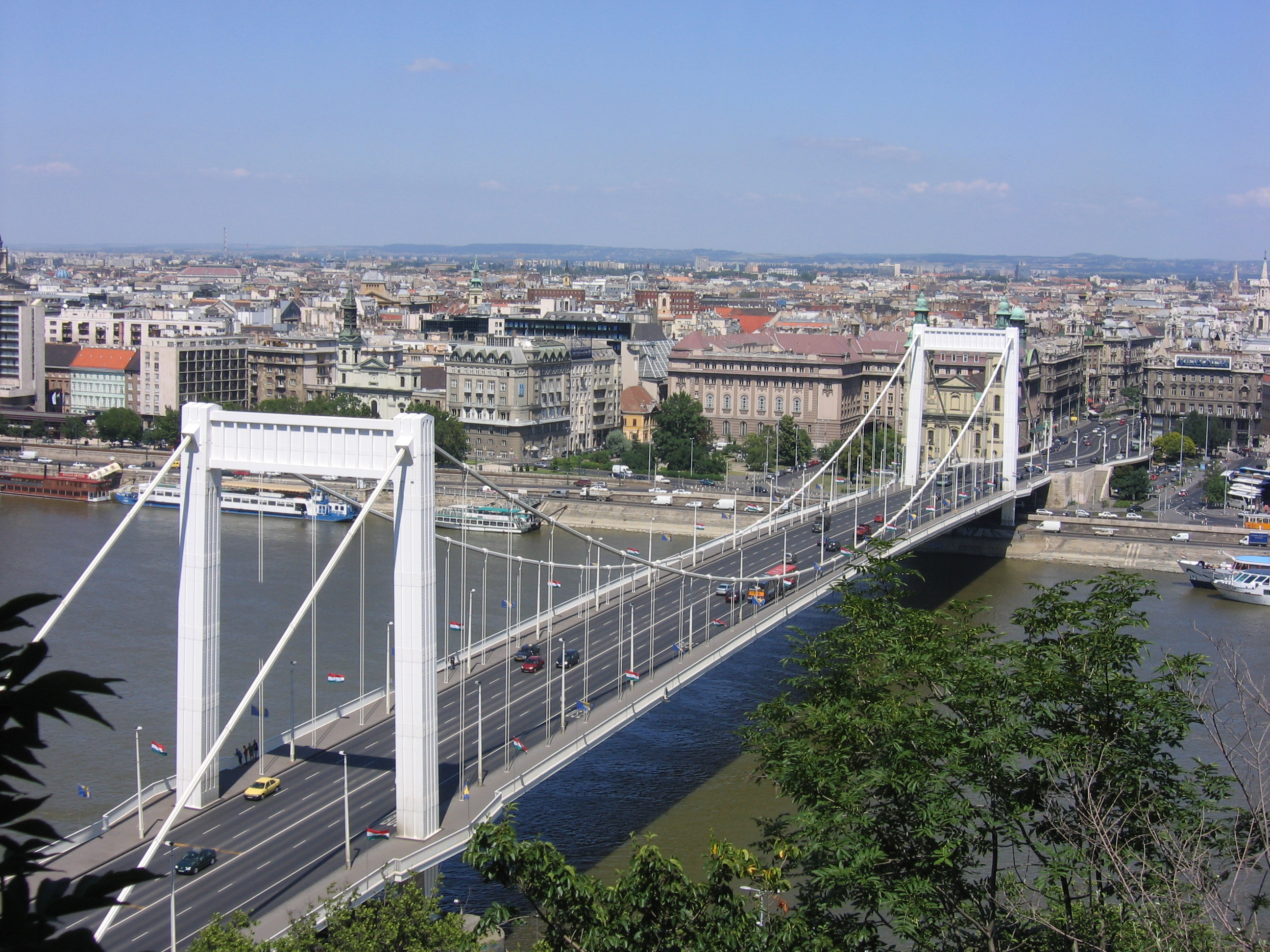
Pont Élisabeth de Budapest

- Manci híd et Kossuth híd, deux ponts temporaires construits après la Seconde Guerre mondiale à Budapest
- Erzsébet híd, Budapest (en participation avec d'autres ingénieurs)
- Pont sur le Nil à Helouan, Égypte
- Pont de la vallée de l'Oronte, Syria
- Pont Garmat, Irak
- Pont sur la Tisza, Sighetu Marmației
- Barrage de Bős-nagymaros, officiellement barrage de Gabčíkovo-Nagymaros (en participation avec d'autres ingénieurs)